# Synarmostes humilis
Synarmostes humilis är en skalbaggsart som beskrevs av Leon Fairmaire 1893. Synarmostes humilis ingår i släktet Synarmostes och familjen Hybosoridae. Inga underarter finns listade i Catalogue of Life.